# 突入電流

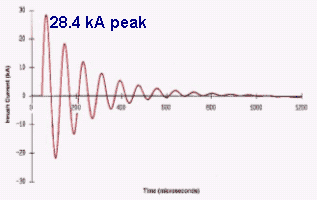
キャパシタバンクへの電源接続時に過渡的にみられる突入電流の一例。突入電流の瞬時値は28.4kAにも達している

突入電流（とつにゅうでんりゅう）あるいは始動電流（しどうでんりゅう）、インラッシュカレント (inrush current)とは、電気機器に電源を投入したときに、一時的に流れる大電流の事である。
電動機や変圧器/トランス (transformer) などを使った巻き線機器/誘導子/インダクタンス (inductance)、大容量の平滑コンデンサやデカップリングコンデンサ (decoupling capacitor) を持つ機器、あるいは白熱電灯などは、電源投入時に定常状態で流れるよりもはるかに大きな電流が流れる事が知られており、このような大電流の事を突入電流と呼んでいる。
雷など外的な要因によって発生する電気回路への大電流の流入は、サージ電流 (surge current) として区別する。しかし、対策としては同様な手法をとる場合が多い。

## 原因
白熱電灯などは、電源投入直後はフィラメント (filament) がまだ冷たいためにその抵抗が小さく、それゆえに大電流が流れる。発熱してフィラメントが温まると抵抗が大きくなるために流れる電流は小さくなるのである。
大容量の平滑コンデンサやデカップリングコンデンサを持つ機器の場合は、電源投入時にまずそれらのコンデンサを充電する必要があることが突入電流の原因となる。電源投入時にはコンデンサは充電されていないことからゼロボルトの定電圧源と等価であり、大電流が流れる事となる。コンデンサの容量が小さければ、回路のインダクタンスの関係で電圧が完全に上がりきる前に充電されてしまうので悪影響は少ないが、特に大容量の場合には注意が必要である。
巻き線機器の場合は電源投入時からインダクタンスが定常状態に至るまでの間に生ずる場合（例えば電動機・ソレノイド (solenoid) など）と、鉄心等の残留磁気と交流電源の投入位相に起因する磁気飽和により生ずる（変圧器など）場合とがある。

## 悪影響
突入電流が流れる事を考慮していない回路では、電源スイッチ接点の溶着、ヒューズの溶断、配線用遮断器/ブレーカ (circuit breaker) の切断、整流回路などへの悪影響、電源電圧の不安定化（電圧降下等）およびそれに伴う電源を共有する機器などへの影響などが考えられる。これらは、突入電流の大きさをあらかじめ計算に入れて、それに耐えうる電源容量や素子を用いる事で回避できるが、それだけでは無駄に高い素子を使う事にもなるし、ヒューズやブレーカに関しては定常使用時の異常に対して機能しなくなる可能性があるなどの欠点が大きい。
起動時に突入電流を発生させる機器は、UPSの定格容量を大幅に超える負荷が瞬間的にかかるため、内部電圧の異常を検出して故障表示が出たり接続負荷短絡表示や接続容量オーバー表示が出る事がある。

## 主な対策
前述のとおり、電源スイッチ等を大容量なものにするのが一番基本的な対策だが、弊害もある。ヒューズを徒らに大容量なものにしては、機器を保護する役目を果たせない。そこで、タイム・ラグ・ヒューズ (time-delay fuse) /スロー・ブロー・ヒューズ (slow-blow fuse) と呼ぶ、電源投入時の一時的な大電流のみを許容する特殊なヒューズを用いる場合がある。
最も根本的な対策としては、電源電圧がゆっくりと立ち上がるようにすることである。簡単には出力インピーダンスの大きな電源を用いれば大電流が流れるときの出力電圧が下がるので、対策として有効である。単純に抵抗を直列にはさむなどが有効だが、それでは定常使用時もロスが生じるなど欠点が大きい。
比較的消費電力の小さな単純な機器ならば、大きな自己インダクタンスを持つコイルを直列にはさみ、その後段に大き目のデカップリングコンデンサをつけることで、立ち上がりの緩和と、電源の低抵抗 (low impedance) 化を両立できる可能性がある。パワーサーミスタ (power thermistor/NTC Type) と呼ばれる、電源投入直後の冷えているときには高抵抗を示し、温まると抵抗が下がるという、負の温度係数を持つ機器を用いるのも手だが、これは電源切断直後の再投入には効果が無いなどの欠点を持つ。もっと大規模な回路では、電源回路自体に、ゆっくり立ち上がる能動的な機能を組み込む事も検討する必要があるだろう。
高圧設備においては、抵抗投入方式が広く採用されている。これは電動操作にて投入抵抗接点を先行投入し、突入電流抑制後に、主接点を投入する方式であり、突入電流を一定値に抑制でき、定常状態のロスも無い。特に分散型電源設備から見た系統・高圧側は容量が小さい傾向があり突入電流が発生し易く、この分野には上記方式の採用が増加している。
特高設備においては、前述の抵抗投入方式の遮断器をメインの遮断器と並列に接続する方法や、同様に抵抗投入方式であって専用に大容量の抵抗器を用いたシステムを構築する場合もある。また、遮断器投入時のみ負荷側から発電機による逆チャージ状態で系統と同期投入を行う方式も広く採用されているが、発電機の燃料コストや維持コストが高くなる傾向にある。
また、他の方式として位相角制御方式もある。これは変圧器鉄心内の残留磁束と、投入時の初期磁束とのギャップが最小となるタイミングで遮断器を投入する方式である。この方式は電圧階級や変圧器の種類に左右されず導入が可能であり、一般の遮断器との組合せでシステムを実現できるため既設設備へも採用できる。
最近の動向として2014年度より新省エネ基準が施行されることとなり、トップランナー変圧器の採用の促進がなされている。トップランナー変圧器とは高効率な変圧器(詳細は省略)のことであるが、従来の変圧器より鉄心の材質・構造・体積に改良が施されており、比較的突入電流が流れにくい性質がある。特に励磁突入電流抑制をうたっている製品もある。